# Vedano al Lambro
Vedano al Lambro là một đô thị ở tỉnh Monza và Brianza, vùng Lombardia của Italia, khoảng 15 km về phía đông bắc của Milano. Tại thời điểm ngày 31 tháng 12 năm 2004, đô thị này có dân số 7.688 và diện tích là 2,0 km².
Vedano al Lambro giáp các đô thị: Biassono, Lissone, Monza.